# Брезовица при Метлики
Брезовица при Метлики (словен. Brezovica pri Metliki) је насељено место у општини Метлика, регија Југоисточна Словенија, Словенија.

## Историја
До територијалне реорганизације у Словенији била је у саставу старе општине Метлика.

## Становништво
У попису становништва из 2011. године, Брезовица при Метлики је имала 70 становника.
| Број становника према пописима | Број становника према пописима | Број становника према пописима |
| ------------------------------ | ------------------------------ | ------------------------------ |
| 1991                           | 2002                           | 2011                           |
| 60                             | 57                             | 70                             |

Напомена: До 1953. исказивано под именом Брезовица.